# Sublime Text
Sublime Text là trình soạn thảo mã nguồn đa nền tảng shareware dành cho Windows, macOS, Linux. Người dùng có thể bổ sung chức năng cho Sublime Text với các plugin, thường do cộng đồng xây dựng và duy trì theo giấy phép phần mềm tự do.